# Juína
Juína – miasto i gmina w Brazylii, w stanie Mato Grosso.